# Suits (serie televisiva 2018)
Suits (슈츠?, SyucheuLR) è una serie televisiva coreana di genere legal drama creata da Aaron Korsh, trasmessa su KBS2 dal 25 aprile al 14 giugno 2018. Interpretata da Jang Dong-gun, Park Hyung-sik e Ko Sung-hee, è il remake della serie televisiva americana Suits, sempre creata da Korsh.

## Trama
Un distinto avvocato aziendale recluta un giovane genio legale senza una laurea in legge.

## Personaggi e interpreti

### Principali
- Choi Kang-seok, interpretato da Jang Dong-gun
- Go Yeon-woo, interpretato da Park Hyung-sik
- Hong Da-ham, interpretata da Chae Jung-an
- Kang Ha-yeon, interpretata da Jin Hee-kyung
- Kim Ji-na, interpretata da Ko Sung-hee
- Chae Geun-sik, interpretato da Choi Gwi-hwa

### Ricorrenti
- Avvocato Huang, interpretato da Hwang Tae-gwang
- Jae-hee, interpretata da Choi Yu-hwa
- Se-hee, interpretata da Lee Si-won
- Seo Byun, interpretato da Lee Tae-sun
- Kim Moon-hee, interpretata da Son Yeo-eun
- Ham Ki-taek, interpretato da Kim Young-ho

### Guest
- Park Joon-pyo, interpretato da Lee Yi-kyung (ep, 1-2)
- Bewhy (se stesso) (ep. 3-4)
- Na Joo-hee, interpretata da Jang Shin-young (ep. 3-4)
- Madame Bae, interpretata da Son Sook (ep. 3-4)
- David Kim, interpretato da Son Seok-gu (ep. 5-6)
- Oh Byung-wook, interpretato da Jeon No-min (ep. 7)
- David Kim, interpretato da Son Seok-gu (ep. 13)
- Sim, interpretata da Nam Ki-ae (ep. 14-16)
- David Kim, interpretato da Son Seok-gu (ep. 15)

## Produzione
Il remake è stato annunciato per la prima volta nel 2015, con i diritti venduti a Korea's EnterMedia Pictures Co. Ltd. Segna il ritorno sul piccolo schermo di Jang Dong-gun dopo 6 anni.

## Colonna sonora

### Parte 1
Pubblicato il 25 aprile 2018
1. December – Dream – 3:02
2. Dream (strumentale) – 3:02

### Parte 2
Pubblicato il 2 maggio 2018
1. If The Winds Blows – Jung Eun-ji (바람 불면) – 3:45
2. If The Winds Blows (strumentale) – 3:45

### Parte 3
Pubblicato il 9 maggio 2018
1. Mamamoo – You In The Dream (꿈 속의 그대) – 3:06
2. You In The Dream (strumentale) – 3:06

### Parte 4
Pubblicato il 16 maggio 2018
1. Kang Min-kyung e Kisum – Rainy Road You And I (비 오는 거리 너와 나) – 3:50
2. Rainy Road You And I (strumentale) – 3:50

### Parte 5
Pubblicato il 23 maggio 2018
1. Vromance – Now – 3:10
2. Now (strumentale) – 3:10

### Parte 6
Pubblicato il 30 maggio 2018
1. GB9 – Propose (프로포즈) – 3:57
2. Propose (strumentale) – 3:57

### Parte 7
Pubblicato il 7 giugno 2018
1. LAURA – Calling You – 4:20
2. Calling You (strumentale) – 4:20

### Parte 8
Pubblicato il 13 giugno 2018
1. MLC – When I'm With You – 3:15
2. When I'm With You (strumentale) – 3:15